# Fortezza di Ujarma
La fortezza di Ujarma (in georgiano უჯარმის ციხე?) è una città fortificata di epoca medievale, situata nella regione georgiana della Cachezia, nella municipalità di Sagarejo. Si trova circa 4 chilometri a nord del paese di Ujarma, sulla riva destra del fiume Iori, vicino al passo di Gombori. Dal 7 novembre 2006 fa parte dei monumenti culturali immobili d'importanza nazionale della Georgia.

## Storia
Secondo il cronista georgiano Leonti Mroveli la prima pietra della fortezza fu posata dal re georgiano-iberico Aspacures I nel corso del III secolo. Durante il regno di Vakhtang I Gorgasali l'avamposto fu poi esteso e utilizzato come residenza permanente.
Ujamara fu conquistata nel 914 durante l'invasione araba del Caucaso, che in quel momento era dominato da popolazioni persiane. La battaglia danneggiò severamente la struttura. La parte superiore della fortezza fu distrutta dal conquistatore arabo Abul Kassim nel X secolo, e fu poi ricostruita nel XII secolo da Giorgio III di Georgia. Dopodiché l'importanza di Ujarma diventò sempre minore, e continuò ad essere abitata come un piccolo insediamento.